# Gynoplistia arthuriana
Gynoplistia arthuriana är en tvåvingeart som beskrevs av Edwards 1923. Gynoplistia arthuriana ingår i släktet Gynoplistia och familjen småharkrankar. Inga underarter finns listade i Catalogue of Life.